# Dominique Potier
Dominique Potier (nascido em 17 de março de 1954) é um político socialista francês que representa o 5º distrito eleitoral de Meurthe-et-Moselle na Assembleia Nacional da França desde 2012.